# 斑尾小花鱂
斑尾小花鱂為輻鰭魚綱鯉齒目鯉齒亞目花鳉科的其中一種，分布於中南美洲的千里達至巴西亞馬遜河三角洲的淡水、半鹹水流域，體長可達3公分，屬雜食性偏肉食性，棲息在沿岸溝渠、沼澤，生活習性不明。

## 擴展閱讀
維基物種上的相關：斑尾小花鱂